# Heinz Juch
Heinz Juch (* 3. April 1920 in Weißenfels, Provinz Sachsen; † 15. August 2013) war ein deutscher SED-Funktionär. Er war Mitglied des Zentralkomitees (ZK), der Zentralen Parteikontrollkommission (ZPKK) und der Zentralen Revisionskommission (ZRK) der Sozialistischen Einheitspartei Deutschlands (SED).

## Leben
Juch, Sohn einer Arbeiterfamilie, besuchte die Volksschule und erlernte den Beruf des Maschinenschlossers. Er arbeitete bis 1942 in diesem Beruf. 1942 wurde er zum Kriegsdienst bei der Wehrmacht eingezogen. 1944 geriet er in sowjetische Kriegsgefangenschaft. Während seiner Gefangenschaft besuchte er eine Antifa-Schule.
Im August 1947 kehrte er nach Deutschland zurück und trat der SED und dem Freien Deutschen Gewerkschaftsbund (FDGB) bei.
Von 1947 bis Februar 1949 war er Jugend- und Organisationssekretär des FDGB-Kreisvorstandes Weißenfels. 1949/50 war er zunächst Schüler, dann Lehrer an der FDGB-Bundesschule in Bernau bei Berlin. 1950 studierte Juch an der Parteihochschule „Karl Marx“. Von 1951 bis 1957 war er persönlicher Referent des Mitglieds des Politbüros des ZK der SED und Vorsitzenden der ZPKK Hermann Matern. Von 1957 bis 1960 studierte Juch an der Parteihochschule des ZK der KPdSU in Moskau mit Abschluss als Diplom-Gesellschaftswissenschaftler.
1960/61 war er politischer Mitarbeiter der ZPKK, dann von 1961 bis 1986 Mitglied der ZPKK beim ZK der SED, seit 1971 auch deren stellvertretender Vorsitzender. Zugleich war Juch 1963 bis 1967 Kandidat, danach bis 1986 Mitglied des ZK der SED. Von 1986 bis 1989 war Juch schließlich Mitglied der ZRK der SED.
Als Mitglied des ZK bzw. der ZPKK leitete Juch mehrmals SED-Delegationen ins Ausland, so leitete er im Mai 1970 eine Delegation des ZK der SED zum dritten Parteitag der Volkskongresspartei von Sierra Leone in Freetown und im Dezember 1971 eine Delegation des ZK der SED zum XI. Parteitag der Kommunistischen Partei Kolumbiens in Bogotá. Im Juli 1973 nahm Juch als Delegationsleiter an den viertägigen Revolutionsfeierlichkeiten im Irak teil und wurde dort vom irakischen Präsidenten Ahmad Hasan al-Bakr empfangen. Juch nahm als Leiter der DDR-Delegation im Februar 1976 auch an der internationalen Konferenz für Solidarität mit dem Kampf des Volkes von Angola in Luanda teil. Im September 1976 leitete er eine Delegation der ZPKK zum ZK der Mongolischen Revolutionären Volkspartei nach Ulan Bator. Juch war Leiter der Delegation des ZK der SED zum X. Parteitages der Kommunistischen Partei Ecuadors in der Hafenstadt Guayaquil Ende November 1981. Er wurde dort am Abschlusstag auch vom neu gewählten Generalsekretär der KP Ecuadors, René Maugé, empfangen. Im Juni 1983 leitete Juch eine Delegation der ZPKK der SED nach Brazzaville und wurde dort vom Vorsitzenden des ZK der Kongolesischen Partei der Arbeit und Präsidenten der Volksrepublik Kongo, Denis Sassou-Nguesso, empfangen. Am 3. Dezember 1985 wurde eine von Juch geleitete Delegation des ZK der SED durch Budimir Vukašinovič, Vorsitzender der Statutenkommission des Bundes der Kommunisten Jugoslawiens, zum Meinungsaustausch in Belgrad empfangen.

## Auszeichnungen
- Vaterländischer Verdienstorden in Silber (1964) und in Gold (1973), Ehrenspange zum Vaterländischen Verdienstorden (1980)
- Orden „Banner der Arbeit“ (1969)[10]
- Karl-Marx-Orden (1985)[11]